# Вирбово (Хасковська область)
Ви́рбово (болг. Върбово) — село в Хасковській області Болгарії. Входить до складу общини Харманли.

## Населення
За даними перепису населення 2011 року у селі проживали 435 осіб.
Національний склад населення села:
| Національність   | Кількість осіб | Відсоток |
| ---------------- | -------------- | -------- |
| турки            | 239            | 55,1%    |
| болгари          | 170            | 39,2%    |
| цигани           | 21             | 4,8%     |
| Всього відповіли | 434            |          |

Розподіл населення за віком у 2011 році:
Динаміка населення: